# Amitostigma lepidum
Amitostigma lepidum är en orkidéart som först beskrevs av Heinrich Gustav Reichenbach, och fick sitt nu gällande namn av Rudolf Schlechter. Amitostigma lepidum ingår i släktet Amitostigma och familjen orkidéer. Inga underarter finns listade i Catalogue of Life.

## Bildgalleri

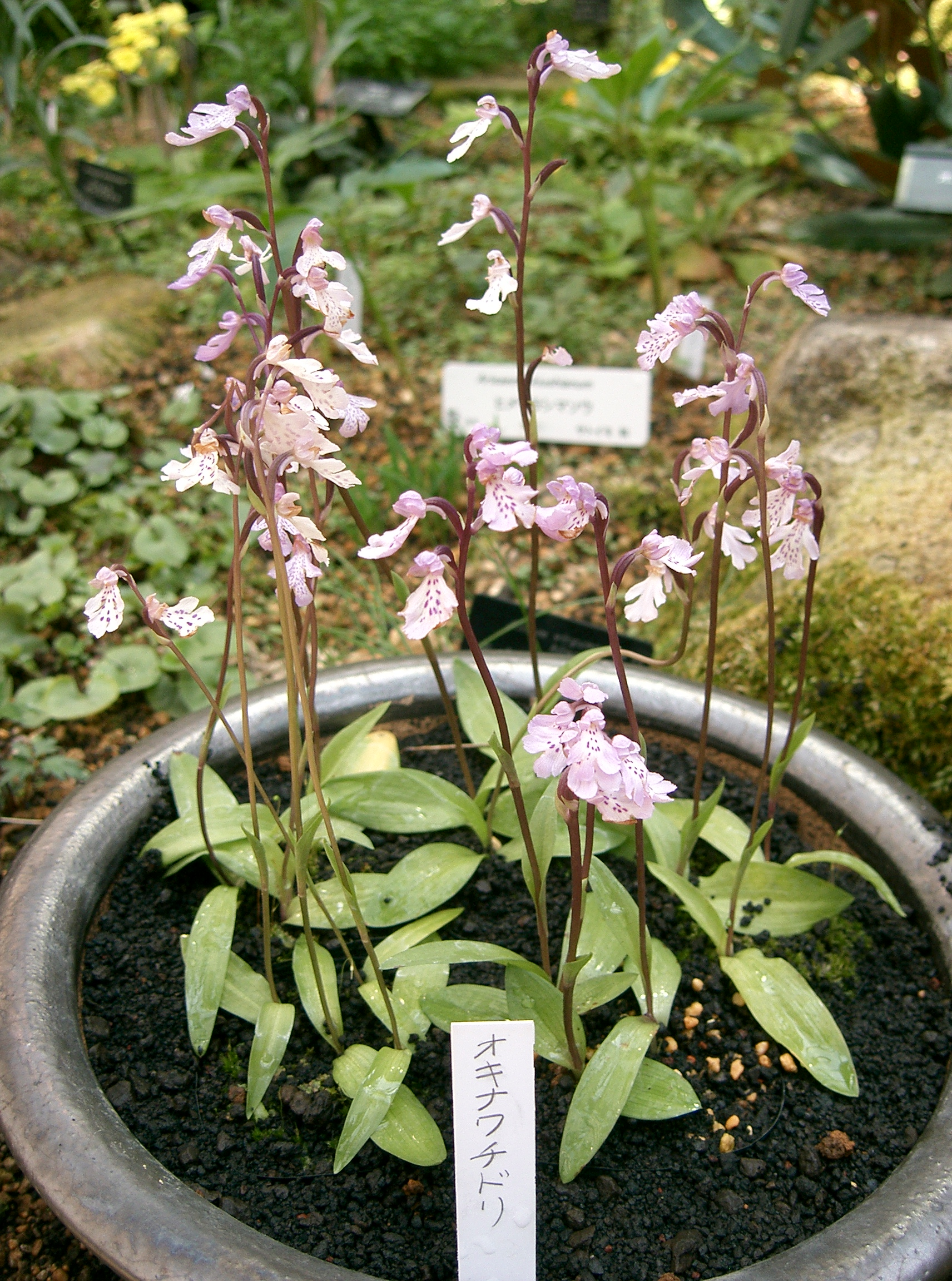
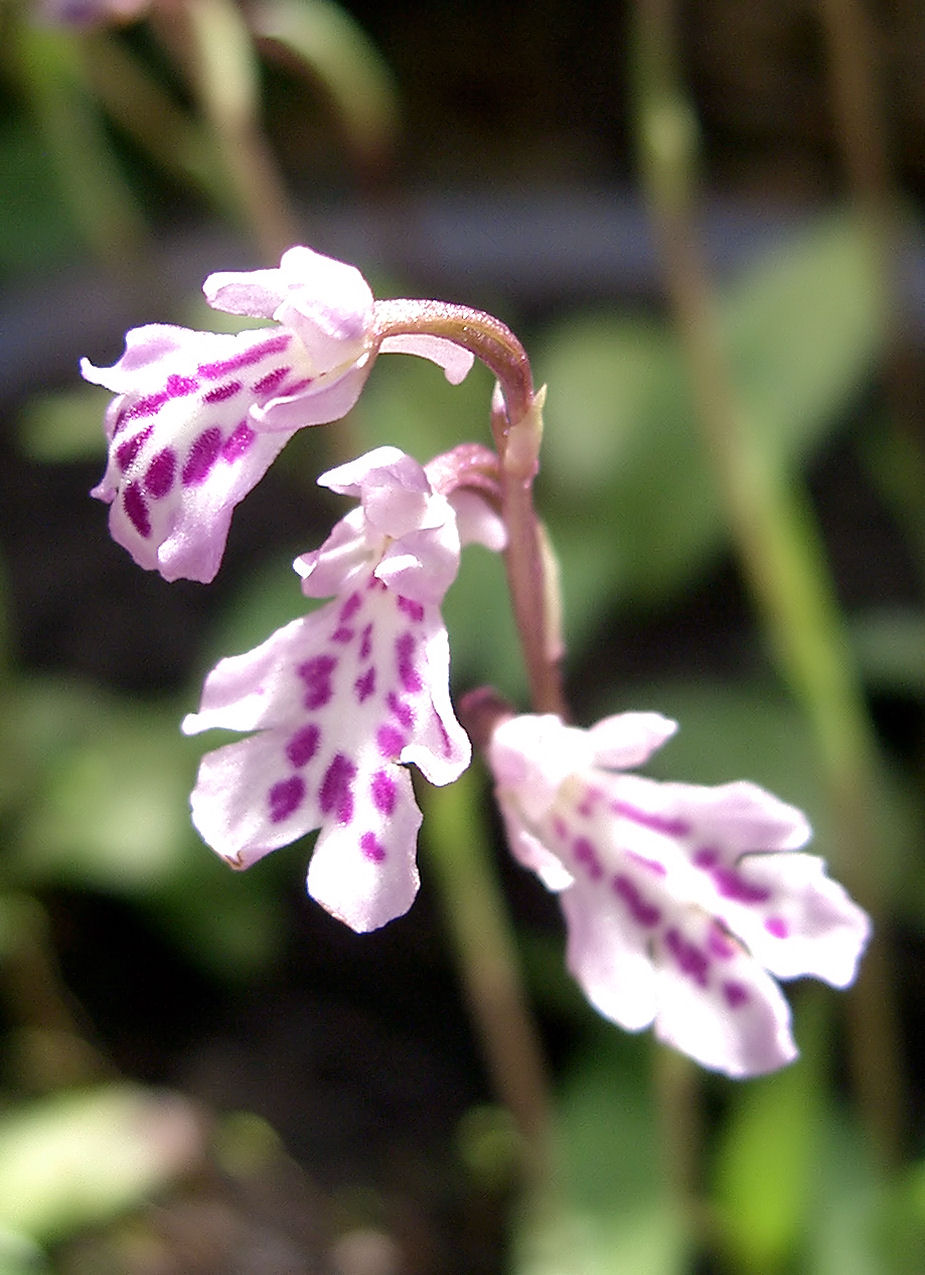